# Japanische Invasion von West-Borneo
1. Borneo – Tarakan – Celebes – Balikpapan (See) – Balikpapan (Land) – West-Borneo – Samarinda (Ost-Borneo) – Banjarmasin (Süd-Borneo) – Ambon – Straße von Makassar – Sumatra – Palembang – Badung – Timor – Bali – Riau-Inseln – 1. Javasee – Sundastraße – Java – 2. Javasee – Niederländisch-Neuguinea – Kleine Sundainseln – Molukken – 2. Borneo
Die Japanische Invasion von West-Borneo fand vom 24. bis 29. Januar 1942 im Westen und Südwesten Borneos durch Truppen des Japanischen Kaiserreichs während des Pazifikkriegs im Zweiten Weltkrieg statt. Die Streitkräfte der Koninklijk Nederlandsch-Indisch Leger (KNIL) und der aus Norden kommenden britisch-indischen Truppen zogen nach kurzem Kampf nach Süden ab.

## Vorgeschichte
Pontianak liegt im Südwesten Borneos, der heutigen indonesischen Provinz Westkalimantan, an der Mündung des längsten Flusses der Insel, dem Kapuas und am nördlichen Eingang zur Karimata-Straße. Die Stadt befand sich seit dem 19. Jahrhundert unter niederländischer Verwaltung. Ab 1912 gehörte sie zur Residentie Westerafdeeling van Borneo, einer der administrativen Divisionen von Niederländisch-Ostindien.
Die Stadt erwies sich im Verlauf der Südostasien-Offensive der Japaner als zunächst uninteressant, fiel aber dann in ihren Blickpunkt, als nahe der Stadt ein Flugfeld entdeckt wurde, das für strategische Angriffe gegen Ziele auf Sumatra und Java genutzt werden könnte.

## Japanische Planung
Stabsoffizier Oda Akimitsu der 16. Armee traf am 23. Dezember 1941 in Saigon mit dem aktuell ausgearbeiteten Operationsplan der 16. Armee ein, um ihn der Südarmee zu melden. Da er überrascht war von der Weiterentwicklung des Java-Einsatzes zu hören, schickte er von dort aus ein Telegramm an das Hauptquartier der Armee in Tokio, in dem er darauf hinwies, dass der Kommandoposten der Armee sofort nach Saigon vorgeschoben werden sollte.

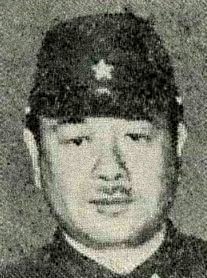
Generalmajor Kawaguchi Kiyotake

Nachdem Oberst Takushiro Hattori, der Chef der Sektion 2 in der Armee-Abteilung des IGHQ, das Telegramm erhalten hatte, schickte er den Stabsoffizier Masayuki Okamura am nächsten Tag, zu einer Absprache mit der Marine-Abteilung. Unter anderem wurde dort beschlossen, dass Pontianak um den 17. Januar 1942 von der Kawaguchi-Abteilung eingenommen werden soll, um die Flugoperationen gegen Süd-Sumatra und West-Java günstiger durchführen zu können. Dies vor dem Hintergrund, dass ein Marineflugzeug in Ledo, im Hinterland von Pontianak, einen großen Flugplatz gesichtet hatte. So erging am 28. Dezember vom Stabschef der Südarmee, Feldmarschall Terauchi Hisaichi, an den Kommandeur der Kawaguchi-Abteilung, Generalmajor Kawaguchi Kiyotake, der Befehl, sich bereitzuhalten, um Flugplätze in der Nähe von Bengkayang oder je nach Situation einen Hafen, entweder Singkawang oder Pontianak, zu besetzen, der zu diesen Flugplätzen führt.

## Die KNIL und die britisch-indischen Einheiten in West-Borneo
In Pontianak waren unter dem Territorialkommandeur der KNIL, Oberstleutnant D. P. F. Mars, etwa 700 Berufssoldaten und 150 kaum ausgebildete Reservisten stationiert. Ihre Hauptaufgabe war es, das geheime Flugfeld Singkawang II (heute Harry Hadisoemantri Air Base) zu verteidigen.
Ende Dezember 1941, als dieses von der japanischen Luftwaffe entdeckte und bombardierte Flugfeld nicht mehr genutzt wurde, traf ein Großteil des britisch-indischen Bataillons, das Kuching in Nord-Borneo zu verteidigen versucht hatte. nach einer schwierigen Reise durch den Dschungel auf dem Flugfeld ein. Die Frauen und Kinder wurden auf der Straße nach Pontianak an der Küste weitergeschickt, von wo aus sie am 25. Januar, nur vier Tage bevor die Japaner die Stadt besetzten, auf einem Schiff flüchteten. Auf dem Flugfeld erfolgte eine kurze Umstrukturierungsphase und die Kompanien wurden neu aufgeteilt. Es war auch eine medizinische Abteilung vorhanden, die in der Lage war, während des gesamten Zeitraums und unter außergewöhnlich schwierigen Bedingungen einen angemessenen Gesundheitszustand aufrechtzuerhalten. Da dem britischen Hauptquartier in Singapur klar war, dass die Punjabis dringend Nahrung und Munition benötigten warfen drei Blenheims erfolgreich 900 Pfund an Lieferungen auf dem Flugplatz ab.
Generalleutnant ter Poorten, der Kommandierende der Landstreitkräfte des ABDACOM, beschloss nach der Niederlage in Britisch-Borneo einen Gegenangriff aus West-Borneo durchzuführen. Um die Aktion zu leiten, schickte Ter Poorten Oberstleutnant A. L. Gortmans nach Pontianak. Doch die einheimische Bevölkerung verweigerte eine Zusammenarbeit mit den Niederländern, so dass das Unternehmen abgesagt wurde. Gortmans kehrte daraufhin nach Java zurück.
Das britisch-indische Bataillon stand jetzt unter dem Kommando des niederländischen Territorialkommandanten, der keine starke Persönlichkeit war. Laut Colonel C. M. Lane hat die Befehlskette nie richtig funktioniert. Die britisch-indische Einheit hatte zwei Chefs bekommen und infolgedessen erhielt das Bataillon von beiden getrennte Befehle, wobei manchmal dieselbe Gruppe von Truppen gleichzeitig an zwei Orte geschickt wurde. Nach einer Reihe von Schlachten auf niederländischem Gebiet, von denen man mit Sicherheit sagen kann, dass das indische Bataillon die Führung übernommen hat, befanden sich zwei Kompanien in Ngabang, eine Kompanie zwischen Ngabang und Sanggau und die vierte Kompanie in Sanggau selbst. Colonel Lane musste am 19. Januar aufgrund eines schweren Malaria-Anfalls das Kommando an Oberstleutnant G. R. Ross Thompson übergeben.
Zum Angriff auf Singkawang II planten die Japaner einen Vormarsch von Norden und Westen aus mit einer an der Küste gelandeten Streitmacht. Nachdem schlechtes Wetten den Angriff verzögert hatte rückten am 24. Januar fünf Kompanien entlang der Straße von der niederländischen Grenze vor und erreichten am 25. Januar ein Dorf vier Kilometer nordöstlich des Flugfeldes. Der Angriff am folgenden Tag schlug allerdings fehl, aber am 27. Januar mussten die Niederländer, Briten und Inder den Rückzug antreten. Nach schweren Kämpfen, bei denen die indische Einheit fast 500 Mann verlor, überquerten die Überreste der Punjabis am Abend des Tages den Sungei Sambas und nahmen eine Position auf der Anhöhe bei Ledo ein, 24 Kilometer südwestlich des Flugplatzes.

## Die Landung der Japaner bei Permangkat
Ein Küstenwächter in Tanjong Datu an der Nordwestküste von Borneo meldete am 26. Januar 16 Schiffe aus dem Osten, die sich entlang der Küste nach Süden bewegten. Nach dem Verlust von Sarawak und Kuching befürchtete Vizeadmiral Helfrich, der Flottenkommandant der ABDA-Flotte, dass die Japaner die eroberten Orte als Sprungbrett benutzen würden, um Flugfelder im Süden Borneos zu erobern um ihre Flugzeuge näher in Reichweite von Java zu stationieren. Daher befahl er Aufklärungsflüge über Pemangkat und Singkawang, von denen er vermutete, dass sie aufgrund der sich dort befindenden Flugfelder das Ziel der Japaner waren. Helfrich beschloss deshalb, alle seine verfügbaren Schiffe vor Süd-Borneo zu konzentrieren. Er hoffte, den japanischen Konvoi angreifen zu können, bevor dieser sein Ziel erreichte. Es waren allerdings nur vier Schiffe verfügbar. Sie sollten sich 100 Kilometer nordwestlich der Karimata-Straße treffen. In der Nacht des 26. Januar erhielten der Leichte Kreuzer Tromp und die Zerstörer Piet Hein und Banckert den Befehl, Oosthaven zu verlassen. Sie sollten sich mit dem Leichten Kreuzer Java treffen, der einen Konvoi verlassen musste, den er nach Singapur begleitete.

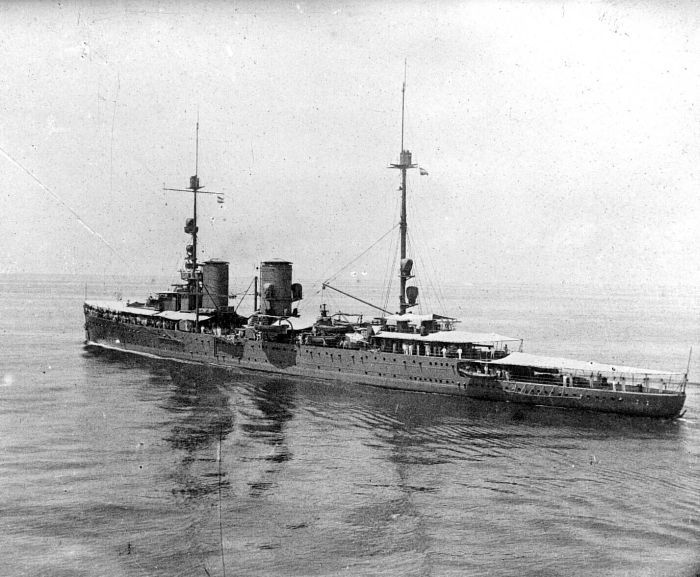
Der Leichte Kreuzer Java

Feldmarschall Terauchi Hisaichi hatte am 6. Januar der Kawaguchi-Abteilung den Befehl erteilt, das Gebiet Bengkayang im Westen Borneos zu erobern. Die Abteilung war in ihren Vorbereitungen zwar etwas verspätet, verließ dann aber Kuching in Landungsbooten am 25. und 26. Januar in drei Staffeln. Die Einheit landete am 27. Januar um 07:00 Uhr erfolgreich in Pemangkat, etwa 150 Kilometer nördlich von Pontianak. Am gleichen Tag besetzten sie das ehemalige Sultanat Sambas, 40 Kilometer nordöstlich der Stadt. Das Ledo-Flugfeld wurde ebenfalls am 27. Januar eingenommen. Da das Flugfeld auf der Insel Tarakan kleiner als erwartet war und die Ausbauarbeiten sich verzögerten wurde angeordnet, das Ledo-Flugfeld so schnell wie möglich fertigzustellen, da es für die kommenden Operationen von hohem strategischen Wert war. Nur zwei Tage später eroberte die Kawaguchi-Abteilung widerstandslos Pontianak.
Die von Vizeadmiral Helfrich beorderten Schiffe konnten keine japanische Landungsflotte ausmachen. Die Java erreichte Pemangkat im Morgengrauen des 27. Januar. Allerdings war die japanische Landung dort bereits abgeschlossen. Mit Bombern in Kuching, nur wenige Stunden entfernt, befahl Helfrich die Java zurück nach Tanjung Priok und die anderen Schiffe nach Palembang zum Auftanken.
Der Kommandeur des zerschlagenen britisch-indischen Bataillons beschloss dann mit seinen Truppen durch den tropischen Dschungel den langen Marsch zum Flugplatz Kotawaringin an der Südküste von Borneo in einer Entfernung von rund 400 Kilometern zu unternehmen. Einer Vorauspatrouille, die auf Flüssen hinunterfuhr, gelang es nach fast dreiwöchiger Reise diesen Flugplatz zu erreichen.
Die dezimierte Hauptstreitmacht kam erst in der ersten Märzhälfte in diesem Gebiet an. Sie fand dort militärische Ausrüstung vor, die rechtzeitig aus Java gebracht worden war, um sich auf eine Guerillaaktion vorzubereiten, aber ein Großteil dieser Ausrüstung war unbrauchbar und sie beschloss sich den Japanern zu ergeben. Die dortige KNIL-Abteilung, die ursprünglich aus etwa 250 Mann bestand, ergab sich ebenfalls.

## Nach der Schlacht
Nachdem Oberstleutnant Mars in Pontianak vor den Japanern kapituliert hatte, ging Oberleutnant Johan Davijt mit drei europäischen Unteroffizieren und dessen Frauen tiefer ins Landesinnere nach Putussibau im Tal des Kapuas. Im Dorf hissten sie die niederländische Flagge. In der Zeit von März bis Anfang Juni wehte diese Flagge dort. Als sich die Japaner näherten, versuchten Davijt und seine Männer, den Oberlauf des Mahakam zu erreichen. Eine japanische Schifffahrtspatrouille, die nach der Davijt-Gruppe suchte, schickte einen einheimischen Gesandten mit einem Übergabeauftrag. Davijt antwortete:

„Ich werde mich nicht ergeben, lasst mich unter der niederländischen Flagge sterben.“

Einige Zeit später wurden Davijt und die drei Männer, die bei ihm blieben, von Dayaks umgebracht.
Colonel Lane ergab sich Anfang April 1942 offiziell einem japanischen Marinekapitän in Kumai an der Südküste Borneos. Die Japaner besetzten Pangkalan Bun und transportierten Lane und seine Truppen nach Java, wo sie in Tanjung Priok inhaftiert waren. Am 28. Dezember wurde Lane nach mehreren Auseinandersetzungen mit den Lagerbeamten nach Japan transportiert und in Moji, heute Kitakyūshū, weiter inhaftiert.